# Немага (округ, Канзас)
Шаблон:StateAbbr_ 39°48′00″ пн. ш. 96°01′00″ зх. д. / 39.8° пн. ш. 96.0167° зх. д.
Округ Немага (англ. Nemaha County) — округ (графство) у штаті Канзас, США. Ідентифікатор округу 20131.

## Історія
Округ утворений 1855 року.

## Демографія
За даними перепису
2000 року
загальне населення округу становило 10717 осіб, усе сільське.
Серед мешканців округу чоловіків було 5276, а жінок — 5441. В окрузі було 3959 домогосподарств, 2765 родин, які мешкали в 4340 будинках.
Середній розмір родини становив 3,2.
Віковий розподіл населення поданий у таблиці:
| Стать    | До 15 років | 15-21 | 22-29 | 30-39 | 40-49 | 50-65 | 65-85 | Понад 85 |
| -------- | ----------- | ----- | ----- | ----- | ----- | ----- | ----- | -------- |
| Чоловіки | 1242        | 520   | 363   | 697   | 766   | 712   | 809   | 167      |
| Жінки    | 1230        | 462   | 330   | 659   | 684   | 693   | 1016  | 367      |

## Суміжні округи
- Річардсон, Небраска — північний схід
- Браун — схід
- Джексон — південний схід
- Поттаватомі — південний захід
- Маршалл — захід
- Поні, Небраска — північний захід

## Виноски
1. ↑  U.S. Decennial Census. United States Census Bureau. Процитовано 27 липня 2014.
2. ↑  Historical Census Browser. University of Virginia Library. Архів оригіналу за 26 грудня 2013. Процитовано 27 липня 2014.
3. ↑  Population of Counties by Decennial Census: 1900 to 1990. United States Census Bureau. Процитовано 27 липня 2014.
4. ↑  Census 2000 PHC-T-4. Ranking Tables for Counties: 1990 and 2000 (PDF). United States Census Bureau. Процитовано 27 липня 2014.
5. ↑  State & County QuickFacts. United States Census Bureau. Архів оригіналу за 6 серпня 2011. Процитовано 27 липня 2014.(англ.) Наведено за англійською вікіпедією.
6. ↑  American FactFinder. Бюро перепису населення США. Архів оригіналу за 26 лютого 2012. Процитовано 31 січня 2008.

| США | Це незавершена стаття з географії США. Ви можете допомогти проєкту, виправивши або дописавши її. |